# Esti Ginzburg
Esti Ginzburg, ou Ginsberg, Ginsborg, (Hebreu: אסתי גינזבורג) née le 6 mars 1990, à Tel Aviv (Israël) est un mannequin et une actrice israélienne.
Elle fait ses débuts à l'âge de huit ans avec une publicité pour du lait et, à l'âge de 14 ans, signe un contrat avec l'agence Elite Model Management. En 2006, elle signe un contrat de deux ans avec la firme israélienne Fox, en remplacement de la covergirl Yael Bar Zohar et fait en février-mars 2007 la couverture de Elle. Elle a également défilé pour les marques : Tommy Hilfiger, Burberry, FCUK, Pull and Bear, et Castro. Elle a également été présentée en 2009, 2010 et 2011 Sports Illustrated Swimsuit Issue. Esti Ginzburg fait ses débuts d'actrice en 2010 dans le film Twelve de Joel Schumacher,.
Esti Ginzburg réside à Tel Aviv. Elle a été enrôlée dans les Forces de défense israéliennes le 22 juillet 2009. En rejoignant l'armée, elle a déclaré : « Personnellement, le service militaire fait partie des choses auxquelles je crois. »
En 2015, ses photos publicitaires placardées le long d'une autoroute à Tel Aviv suscitent la polémique, jugée trop attractives et distrayant les conducteurs de la circulation.